# You (песня Джорджа Харрисона)
«You» — песня Джорджа Харрисона с альбома Extra Texture (Read All About It). Вышла в виде сингла в 1975 году и поднялась до 38-й позиции в британских чартах и до 20-й — в американских.
Изначально, Харрисон написал песню для Ронни Спектор, которая её так и не исполнила. Музыкальная дорожка была записана в 1970 году, в ходе работы над альбомом All Things Must Pass. В 1975 году Харрисон записал вокал и выпустил песню на альбоме Extra Texture (Read All About It).